# María Teresa Arévalo Caraballo
Pour les articles homonymes, voir Caraballo.
María Teresa Arévalo Caraballo, née le 27 octobre 1980, est une femme politique espagnole membre de Podemos.
Elle est élue députée de la circonscription d'Albacete lors des élections générales de juin 2016.

## Biographie

### Jeunesse
Née à Ciudad Real, elle passe son enfance dans la commune de Miguelturra. Elle déménage à Madrid afin de débuter ses études à la faculté de sciences politiques de l'université complutense. Elle commence alors à militer pour divers mouvements sociaux.

### Activités politiques
Membre du conseil citoyen de Podemos en Castille-La Manche, elle est investie en deuxième position sur la liste présentée par le parti dans la circonscription de Ciudad Real à l'occasion des élections générales de décembre 2015. Alors que la liste n'obtient aucun siège, elle est choisie comme assistante parlementaire du groupe Podemos. Lors des élections anticipées de juin 2016, elle est placée en première position sur la liste de la coalition Unidos Podemos dans la circonscription d'Albacete,. Elle est élue au Congrès des députés après avoir remporté 15,27 % de suffrages exprimés et un des quatre sièges en jeu. Porte-parole à la commission de la Culture et du Sport, elle est adjointe à la commission des politiques d'intégration du handicap et à la commission bicamérale chargée des relations avec le Défenseur du peuple.